# Mętków
Mętków is een plaats in het Poolse district Chrzanowski, woiwodschap Klein-Polen. De plaats maakt deel uit van de gemeente Babice en telt 1409 inwoners.